# Komödie

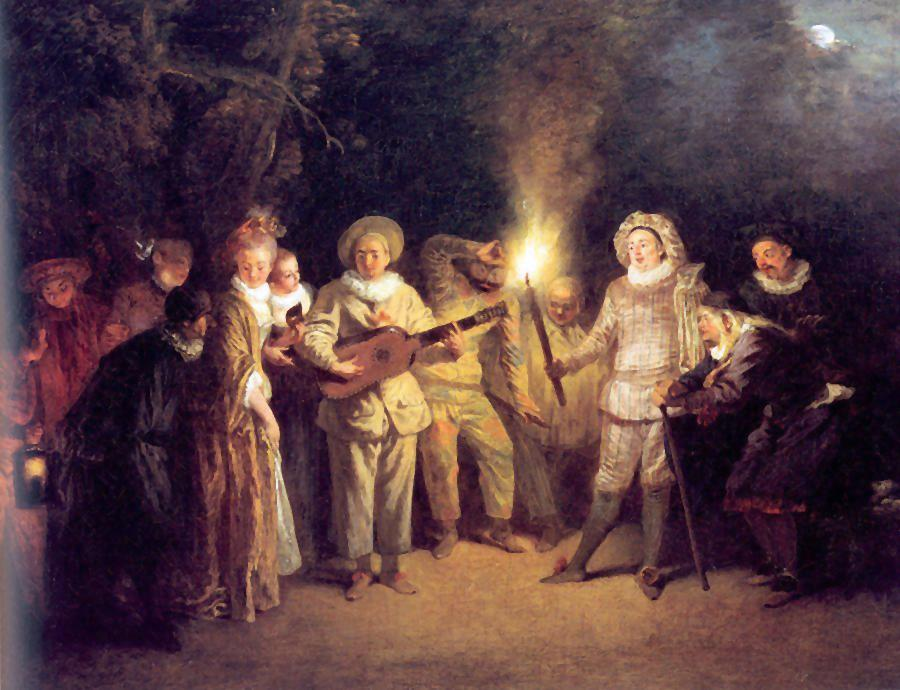
Italienische Komödianten, dargestellt von Antoine Watteau, 1714

Eine Komödie (im 15. Jahrhundert von gleichbedeutend lateinisch cōmoedia, dieses von altgriechisch κωμῳδία kōmōdía, vermutlich zu κωμῳδός kōmōdós „komischer Schauspieler“ und „Lustspieldichter“, ursprünglich „wer am Dionysosfest Spottlieder vorträgt“, zusammengesetzt aus κῶμος kṓmos „Gelage, Umzug, Festgesang“ und ᾠδός ōdós „Sänger“) ist ein Drama mit oft erheiterndem Handlungsablauf, das für den Helden glücklich endet. Die unterhaltsame Grundstimmung entsteht durch eine übertriebene Darstellung menschlicher Schwächen, die neben der Belustigung des Publikums auch kritische Zwecke haben kann.
Die Zuschauer fühlen sich zu den Figuren auf der Bühne entweder hingezogen, weil sie sich in ihnen wiedererkennen, oder aber sie blicken auf sie herab und verlachen sie, weil sie Schwächen haben, die es zu vermeiden gilt, oder weil sie einer niederen Gesellschaftsschicht angehören. Schwankt diese Haltung gegenüber den komischen Figuren, spricht man von einer Tragikomödie.
Das Charakteristikum des Heiteren wurde oft in den Vordergrund gerückt, um den Sachverhalt abzuschwächen, dass die Komödie die „schlechteren Menschen“ (Aristoteles) auf die Bühne bringen sollte, seit der Neuzeit also nach allgemeiner Auffassung die nicht adligen bürgerlichen Figuren. Martin Opitz erklärte etwa: „Die Comedie bestehet in schlechtem wesen vnnd personen“ – sie zeige also „Knechte“ statt „Potentaten“ (Von der Deutschen Poeterey, 1624). Im Zuge der bürgerlichen Emanzipation gibt es seit dem 18. Jahrhundert Varianten der „Komödie“, die kaum oder gar nicht heiter sind, aber bürgerliches Personal haben, wie die Opéra comique, die Rührende Komödie oder das Rührstück.

## Geschichte der Komödie

### Komödie im alten Griechenland

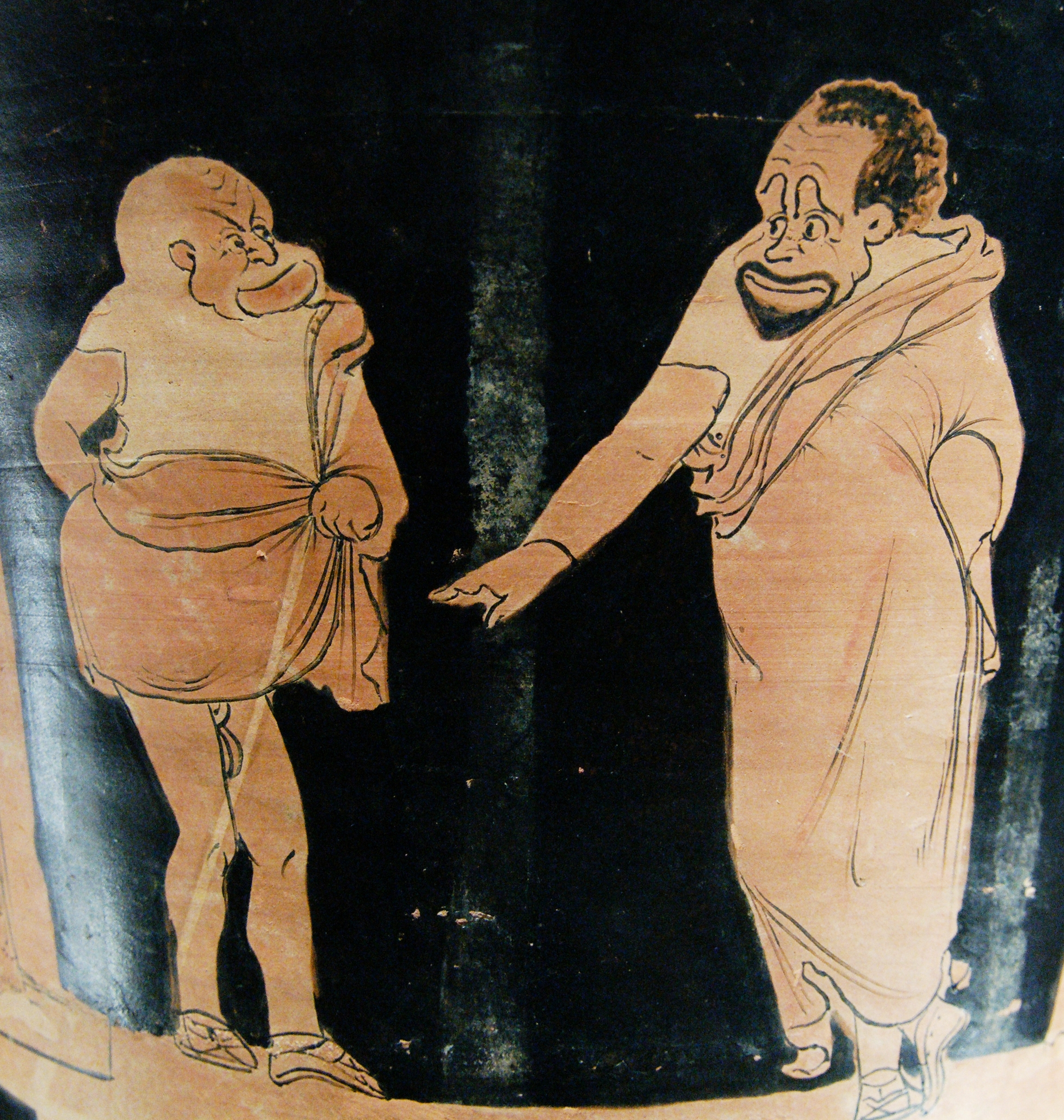
Szenenbild aus einer griechischen Komödie, 4. Jahrhundert v. Chr.

Die heutige Komödie basiert auf der antiken griechischen Komödie, deren Anfänge bis vor das 6. Jahrhundert vor Christus zurückreichen. Das griechische Wort Komodia ist ein Kompositum aus Komos (Umzug) und ado (singen), also singender Umzug, und bezeichnet (so jedenfalls eine Forschungsmeinung) die ausgelassene Verehrung des Fruchtbarkeitsgottes Dionysos, dem die Satyrn und Mänaden im Rausch folgten. Der Dionysoskult war so beliebt, dass er im 6. Jahrhundert zum Staatskult in Athen erhoben wurde. Die konkurrierende Ableitung des Wortes von griech. kome (Dorf) ist ein Produkt hellenistischer Gelehrsamkeit, die mit Spekulationen über die Entstehung des Komos im Rahmen dörflicher Feste (der sogenannten ländlichen Dionysien) zusammenhängt, aber sprachlich nicht haltbar ist.
Regelmäßige Uraufführungen von Komödien fanden vor allem in Athen statt, im Rahmen der Dionysosfeste, an denen alle vier Jahre vier Tage lang zu den großen Dionysien Aufführungen stattfanden. Am ersten Tag wurden fünf Komödien aufgeführt, dann je drei Tragödien mit einem Satyrspiel am Ende.
Bei der attischen Komödie werden drei Phasen oder Epochen unterschieden: die Alte Komödie, deren bekanntester Autor Aristophanes ist, die Mittlere Komödie, von der nur Autorennamen, aber keine Theaterstücke erhalten geblieben sind, und die Neue Komödie, als deren bedeutendster Vertreter Menander gilt. Charakteristisch für die Alte Komödie ist eine oft ätzende Kritik an gesellschaftlichen und politischen Zuständen, verbunden mit Angriffen gegen lebende Personen, sowie eine meist nur locker gefügte Handlung, während die Neue Komödie mehr von der Komik der dargestellten Handlung lebt. Die attischen Komödien, besonders die von Menander und seinen Zeitgenossen, wurden im 3. Jahrhundert v. Chr. auch in Rom bekannt und beliebt.

### Rom

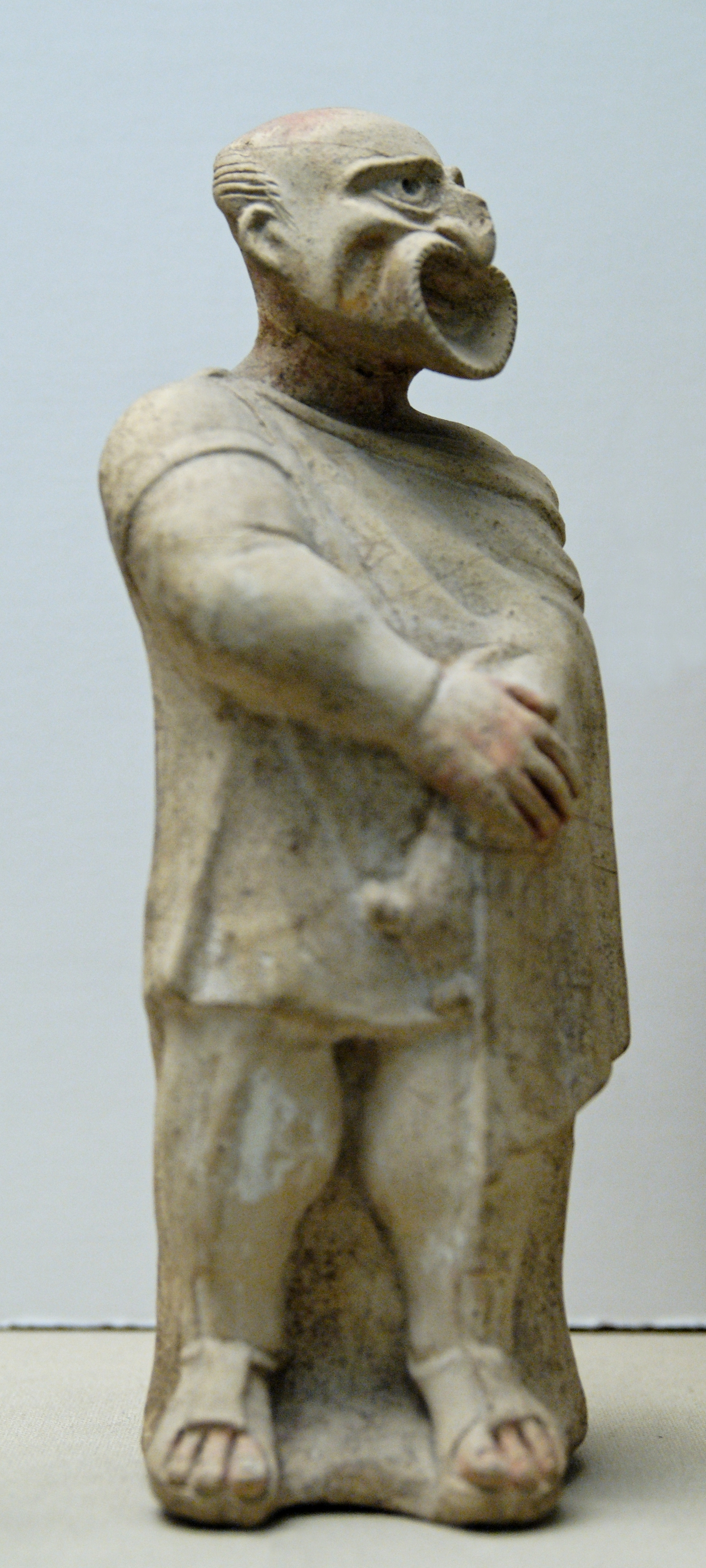
Römischer Komödiant mit Maske, 2. Jahrhundert v. Chr.

Plautus war der wohl produktivste lateinische Komödienautor. Wie neueste Forschungen nahelegen, griff er meist auf griechische Vorlagen zurück. Seine am Publikumserfolg orientierten Stücke waren auch beim einfachen Volk beliebt. Er kultivierte den Typus des listigen kleinen Mannes, der sich gegen die Autoritäten mit Mutterwitz durchsetzt und zum Vorbild für viele Figuren wie Falstaff, Scapin oder den Truffaldino der Commedia dell’arte wurde. Sein Miles Gloriosus, ein großspuriger Soldat, wurde als stehende Rolle zu einem Vorbild neuzeitlicher komischer Figuren. Von Plautus sind zwanzig Komödien einigermaßen vollständig überliefert. Daneben haben sich nur noch sechs weitere lateinische Komödien aus der Antike erhalten, nämlich von Terentius (Terenz), der als der etwas vornehmere Komödiendichter gilt.
Die Themen der römischen Komödie sind unpolitisch, die Handlung überschaubar und ihre Charaktere einfach. Die Autoren begannen sich mit neuen Formen und Stoffen auseinanderzusetzen. So findet sich beispielsweise beim Mimus ein Mischwerk, das Epyllion: Es verwendet als Form das an sich „heroische“ hexametrische Versmaß, wodurch eine ironische Distanz zum gänzlich unheroischen Inhalt entsteht und einen Teil des komischen Effekts bewirkt. So hatte schon Theokrit Verse geschrieben, in denen Hirten während des Schafehütens im Versmaß der Heldendichtung sprechen.

### Mittelalter
Das mittelalterliche Theater musste sich noch nicht wie das neuzeitliche auf die antike Trennung zwischen Tragödie und Komödie berufen. Die verbreiteten geistlichen Spiele waren Mischformen aus ernsten und komischen Episoden. Teufelsszenen stellten etwa das Boshafte und Komische dar. Aus der Salbenkrämerszene oder dem Wettlauf der Apostel im Osterspiel wurden ausgedehnte Burlesken.
Im ausgehenden Mittelalter entstanden auch weltliche Spiele, vor allem Schwänke, einfache Dialoge, maskierte Umzüge, die volksnahe Handlungen zur Belustigung der Zuschauer darstellen: Streitszenen, Gerichtsszenen, Eheszenen wie in den Fastnachtsspielen (vasnaht heißt „Austreibung des Bösen“). Sie werden zur Quelle des Volkstheaters, das zu Varianten wie der Commedia dell'arte führte. Dies belegt etwa die Entwicklung des Teufels Hellekin (aus dem Normannischen) zum Harlekin. Es ist eine gesamteuropäische Entwicklung. Erwähnenswert ist das Schweizer Urner Tellenspiel aus dem 15. Jahrhundert und Fastnachtsspiele, die den Papst und den Ablasshandel verspotten (etwa bei dem Berner Autor Niklaus Manuel Deutsch).

### Neuzeit

#### 16. Jahrhundert

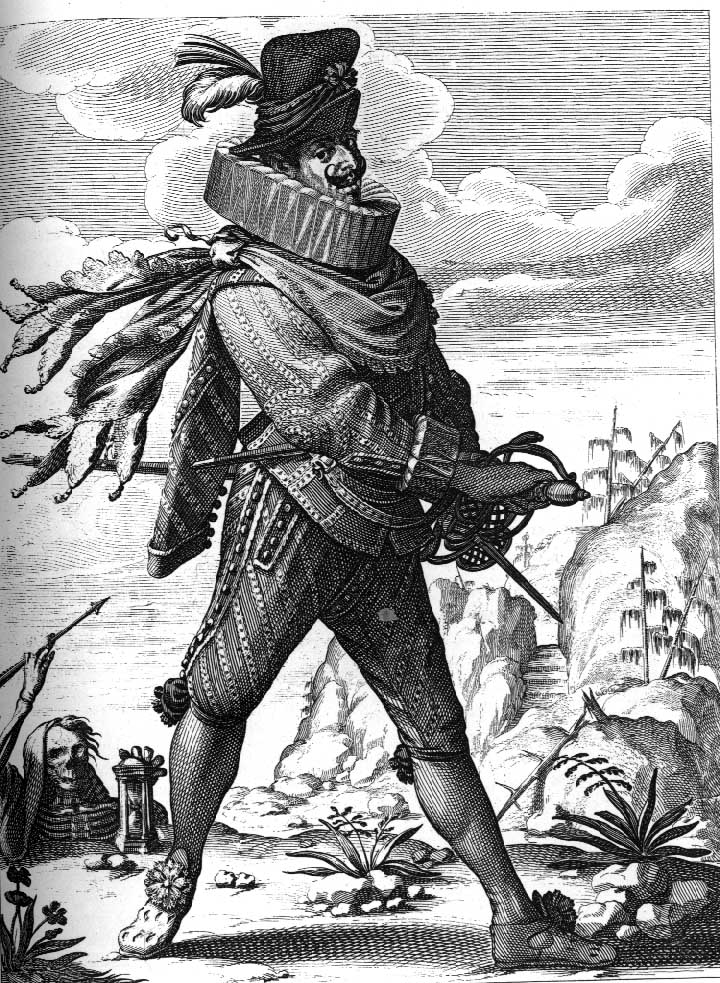
Ein Capitano in der Commedia dell’arte um 1600

Die Renaissance orientierte sich wieder an den antiken Theoretikern. Vor allem die Poetik des Aristoteles und die Pisonenbriefe (De arte poetica) des Horaz wurden von den Humanisten in Bezug auf das Theater herangezogen. Die Stücke von Lope de Vega oder Shakespeare befinden sich dagegen noch am Ende der mittelalterlichen Tradition, in der es keine klare Abgrenzung zwischen Tragödie und Komödie gibt. Dies zeigt sich noch deutlicher um 1500 in Fernando de Rojas’ Tragikomödie La Celestina, die später von Max Frisch in Don Juan oder Die Liebe zur Geometrie aufgegriffen wird.
In England schuf Shakespeare seit Ende des 16. Jahrhunderts viele Komödien wie Die Komödie der Irrungen, Verlorene Liebesmüh, Zwei Herren aus Verona, Ein Sommernachtstraum, Der Widerspenstigen Zähmung. Oft liegen Scherz und Ernst dicht beieinander. Er war kein höfischer Literat, sondern Schauspieler, Regisseur, Autor und sogar Mitbesitzer des Globe Theatre. 1642 wurden in England alle Theateraufführungen verboten, was einen Einbruch in der Entwicklung des Theaters bedeutete. Im späten 17. Jahrhundert entstand dann die „comedy of manners“, die Sitten- und Gesellschaftskomödie.
Um die gleiche Zeit, im Siglo de Oro, gab es auch in Spanien eine Hochblüte des Theaters mit Tirso de Molina, Lope de Vega und gegen Ende Pedro Calderón de la Barca. Missverständnisse, Intrigen, Verwirrungen, verbotene Liebe und Täuschung durch Masken sind die Mittel der beliebten Komödien.
In Italien entstand seit dem 16. Jahrhundert die Commedia dell’arte, die als Stegreiftheater gilt, weil einstudierte Dramen für sie eine geringe Rolle spielten. Das italienische Wort arte bedeutet Handwerk, was anzeigte, dass es sich bei den Mitwirkenden um Berufsschauspieler handelte, deren Ausbildung unter anderem Sprechtraining, richtiges Gehen, Sitzen, Stehen und Fallen, sowie Fechten, Singen und Tanzen beinhaltete. Hinzu kamen häufig Gedächtnistraining, Stimmbildung und Benimmregeln. Die Figuren in den Stücken entsprachen den immer gleichen Stereotypen, die an ihrer Verkleidung erkennbar waren, wie Dottore, Pantalone, Il Capitano sowie ihre Widersacher und Helden, die Zanni. Das Publikum spielte auch eine Rolle durch seine Reaktionen. Die Aufführungen fanden auf Jahrmärkten statt, europäisches Zentrum war seit Ende des Jahrhunderts das Pariser Jahrmarktstheater. Die Komik ergab sich weniger aus einer Handlung mit Intrigen und Konflikten als aus den Situationen, etwa Fehltritte der Protagonisten wie Stolpern oder das falsche Aufsetzen eines Hutes. Von der Commedia dell’arte ist das europäische Theater bis Brecht, Giorgio Strehler und Dario Fò entscheidend beeinflusst worden.

#### 17. Jahrhundert

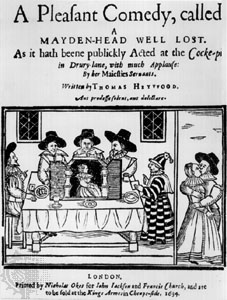
Englische Komödie aus dem 17. Jahrhundert

Das Barockzeitalter ist vom Glanz des Hoftheaters geprägt. In der französischen Klassik entwickelte sich ein scharfer Gegensatz zwischen exklusivem höfischem und öffentlichem bürgerlichem Theater (das sich bemühte, das höfische Theater zu kopieren). Auch wenn Tragödien auf den Jahrmärkten gespielt wurden, konnten sie nach allgemeiner Auffassung nur unfreiwillig komische Kopien des Hoftheaters sein, also Komödien. So entstanden die Parodien und Travestien im Pariser Jahrmarktstheater oder die Haupt- und Staatsaktionen. Zur Zeit der prägenden französischen Klassik war das Personal der Tragödie vorwiegend aristokratisch, das Personal der Komödie vorwiegend bürgerlich (Ständeklausel), wie es auch etwa Martin Opitz verlangte.
Jean-Baptiste Poquelin, bekannt als Molière, war der Meister der höfischen Komödie. Er verspottete und kritisierte die Schwächen seiner Mitmenschen, bestimmter Berufsstände, intriganter Handlungsweisen und schuf Meisterwerke der Charakterkomödie. So half er dem König Louis XIV mit politischen Stellungnahmen wie in Tartuffe, dessen Spott sich gegen den Klerus richtet. Molière schöpfte aus der Commedia dell'arte und zog anfangs mit einem Wandertheater durch die Lande, bis er ein königliches Monopol erhielt, aus dem sich später die Comédie-Française entwickelte. Don Juan macht einen Adligen zur Hauptfigur in der Komödie, was sehr umstritten war, aber vor allem im 18. und 19. Jahrhundert große Anziehungskraft hatte. Das Schaffen Molières hat Ariane Mnouchkine im 20. Jahrhundert mit ihrer Schauspielertruppe im Théâtre du Soleil und in ihrem Film Molière (1978) nachempfunden.
Gegenüber dem höfischen französischen Theater wirken die Komödien von Andreas Gryphius und Martin Opitz eher schwerfällig. Die Höfe im deutschen Sprachgebiet orientierten sich zwar an den italienischen Städten und an Paris, doch sie konnten diese Vorbilder noch nicht annähernd erreichen.
Neben der höfischen Komödie gab es die „grotesken“ Theaterformen des Volks oder „Dritten Standes“. Solche groben Komödien wurden über lange Zeit von Wandertheatern aufgeführt. Seit etwa 1600 begann in Europa allmählich die Einrichtung fester Häuser, die aber meist weiter von wandernden englischen und italienischen Theatertruppen bespielt wurden. Seit etwa 1700 gewannen auch die deutschen Wanderbühnen an Bedeutung.

#### 18. Jahrhundert

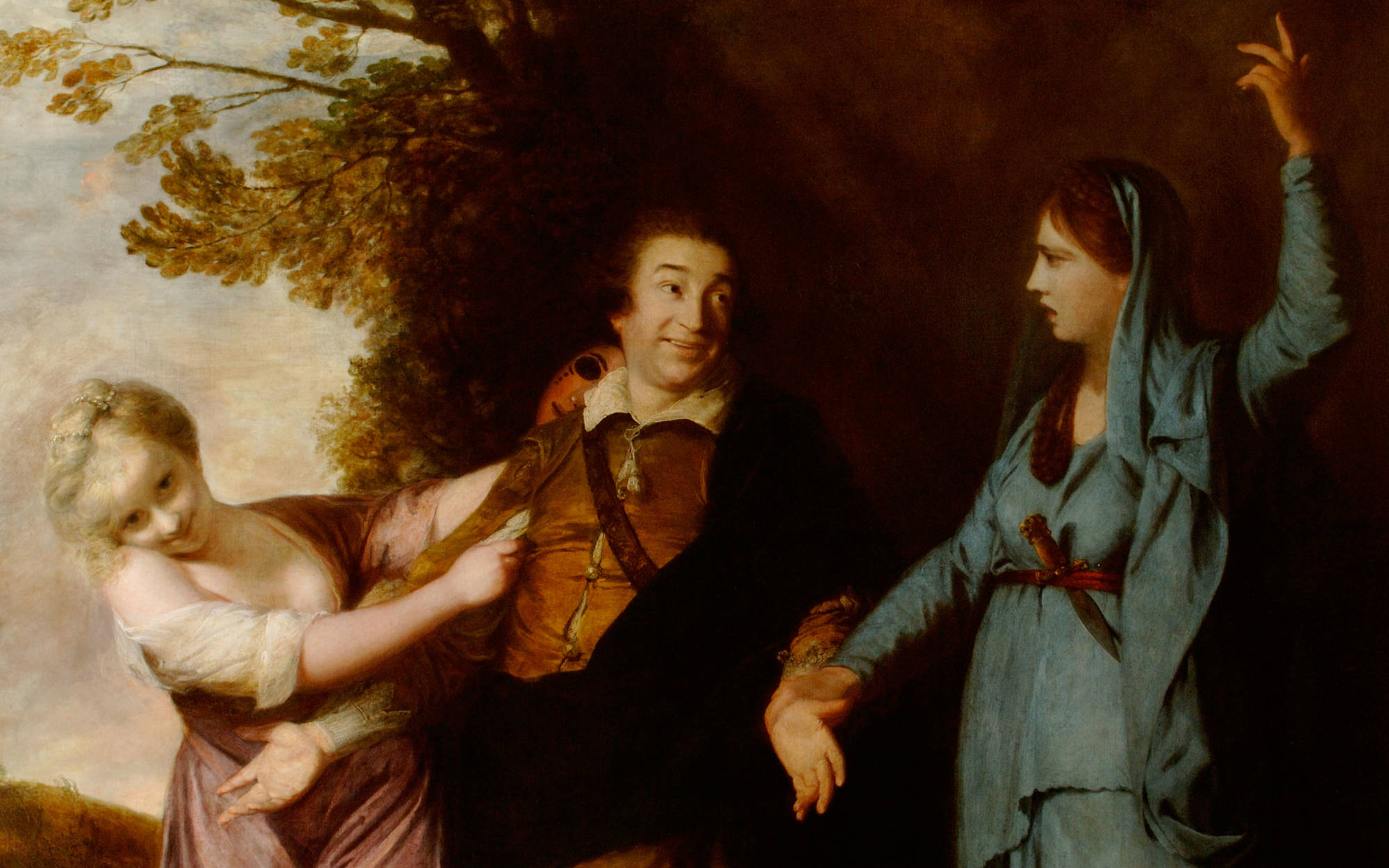
Im 18. Jahrhundert löste sich die Spezialisierung der Schauspieler auf Tragödie oder Komödie auf. Hier eine allegorische Darstellung David Garricks zwischen Komödie und Tragödie.

Nach dem Tod des Sonnenkönigs 1715 begann sich die bürgerliche Komödie allmählich zu emanzipieren, so etwa das Vaudeville auf den Jahrmärkten. Musikalisierte Formen der Komödie wie Opera buffa und Opéra comique gingen nicht mehr unbedingt von den Höfen aus. Im etwas rückständigen deutschen Sprachraum bemühten sich Theaterreformer wie Johann Christoph Gottsched und Caroline Neuber aber stets noch um eine Angleichung an das höfische Theater der französischen Klassik, führten die Tragödie ins bürgerliche Theater ein und versuchten, den Hanswurst der Stegreifkomödie zur zivilisierten und literarisierten Figur zu machen.
Gottsched verkündete im 11. Kapitel seiner Theaterschrift Versuch einer Critischen Dichtkunst vor die Deutschen, dass die Spaßmacherei minderwertig sei, indem er die Komödie definierte als „Nachahmung einer lasterhaften Handlung, die durch ihr lächerliches Wesen den Zuschauer belustigen, aber zugleich erbauen kann“. Seine Frau Luise Adelgunde Victorie Gottsched schuf allerdings mit ihrem 1736 anonym erschienenen Werk Die Pietisterey im Fischbein-Rocke eine Komödie. Die Einführung der höfischen Tragödie ins bürgerliche Theater scheiterte, aber aus solchen Reformbemühungen ergab sich unter anderem die schriftlich fixierte Posse als Weiterentwicklung des komödiantischen Stegreiftheaters.
Ein bedeutender Autor der nach wie vor maßgeblichen Comédie-Française war Marivaux in der Nachfolge Molières. Seine Stücke behandeln vor allem das Thema der Liebe und Intrige, sind leicht geschrieben und thematisieren oft Standesunterschiede zwischen den Liebenden. Die Überbrückung von Standesgrenzen durch Liebe wird von ihm allerdings noch nicht befürwortet. Bei Beaumarchais tritt dann deutlicher eine vorrevolutionäre Sozialkritik hervor.
Auch außerhalb Frankreichs wurde die Komödie nun literarisiert, etwa durch den Dänen Ludvig Holberg und den Italiener Carlo Goldoni. Ein häufiges Thema ist das Verhältnis „Herr und Diener“, das nicht nur in Der Diener zweier Herren von Goldoni thematisiert wird, sondern ein wichtiges Thema der Aufklärung ist und in Hegels Überlegungen zu Herrschaft und Knechtschaft mündet (die wiederum von Brecht in Herr Puntila und sein Knecht Matti aufgegriffen werden). Der große Erfolg auf der Opernbühne ist Pergolesis Intermezzo La serva padrona. Der Venezianer Carlo Gozzi beruft sich wieder auf die Tradition der Commedia dell'arte und übt mit seinen Feerien großen Einfluss auf Musik und Literatur des 20. Jahrhunderts aus (wie etwa auf Dario Fò).

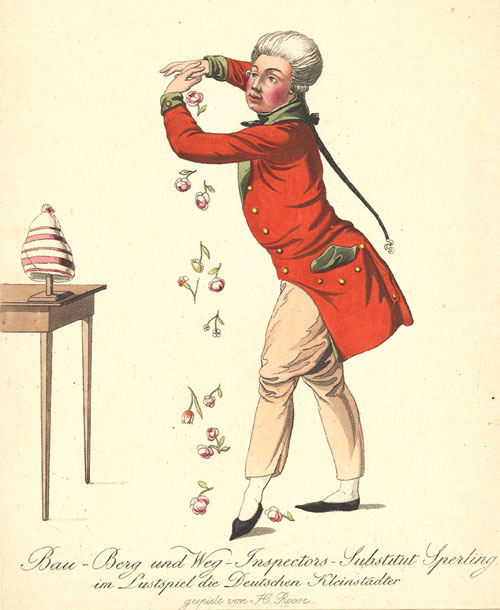
Sperling aus August von Kotzebues Die deutschen Kleinstädter

Weil das Bürgerliche nach der gängigen Abgrenzung zwischen Tragödie und Komödie von vornherein lächerlich war, was die bürgerlichen Theatergänger vor den Kopf stieß, entwickelten sich Formen der Komödie, die sich gegenüber der Posse abzugrenzen bemühten, auch Formen der Komödie, die gar nicht heiter, sondern sentimental bis tragisch waren. Ein Pionier des ernsten, aber nicht tragischen bürgerlichen Theaters war Denis Diderot. Seine Theorien hatten großen Einfluss, aber seine Theaterstücke konnten sich nicht durchsetzen.
Erfolg im Sinne Diderots hatte dagegen Gotthold Ephraim Lessing, der die Theaterpraxis von Grund auf kannte und sich auch theoretisch mit ihr beschäftigte. Letzteres geschah besonders in seiner 1767/68 verfassten Hamburgischen Dramaturgie, in der er sich mit dem aktuellen Theater, der aristotelischen Theorie des Dramas und der Aufführungspraxis der französischen Klassiker auseinandersetzte. Er forderte Wahrhaftigkeit in Bezug auf die Handlung wie auch auf die Personen. Für ihn ist die Komödie ein „Spiegel des menschlichen Lebens“, womit er sich gegen unrealistische Situationskomik wandte. In seiner Jugend schrieb Lessing mehrere Lustspiele, bekannt ist aber wohl nur Minna von Barnhelm, das Stück, das er bewusst als „Lustspiel“ bezeichnete. Die Dichter des Sturm und Drang und der junge Goethe schrieben vorsichtig gesellschaftskritische Lustspiele. Parodien, Satiren, Scherzspiele wandten sich gegen Missstände der Zeit.
Die Französische Revolution brachte den Untergang des exklusiven Hoftheaters und damit auch der strengen Teilung zwischen Tragödie und Komödie. Zugleich geschah eine Kommerzialisierung des Theaters. Es entstanden zahlreiche Mischformen wie das Rührstück, die Opera semiseria oder das Melodrama, das komische Elemente und ein glückliches Ende haben konnte, aber überwiegend ernst war. An der Wende zum 19. Jahrhundert stehen die Komödien von August Wilhelm Iffland und August von Kotzebue, die leicht und unterhaltsam sind, wobei Kotzebues Komödie Die deutschen Kleinstädter noch heute aktuell sein kann und relativ häufig gespielt wird.
In dieser Zeit entstand in Frankreich auch das Boulevardtheater (so genannt nach dem Ort seiner Entstehung, dem Boulevard du Temple in Paris), das sich bis zum Beginn des Ersten Weltkriegs 1914 weit verbreitete und seit den letzten Jahrzehnten des 20. Jahrhunderts durch die überall entstehenden kleinen Theater, Privattheater oder Zimmertheater eine Renaissance erlebte.

#### 19. Jahrhundert

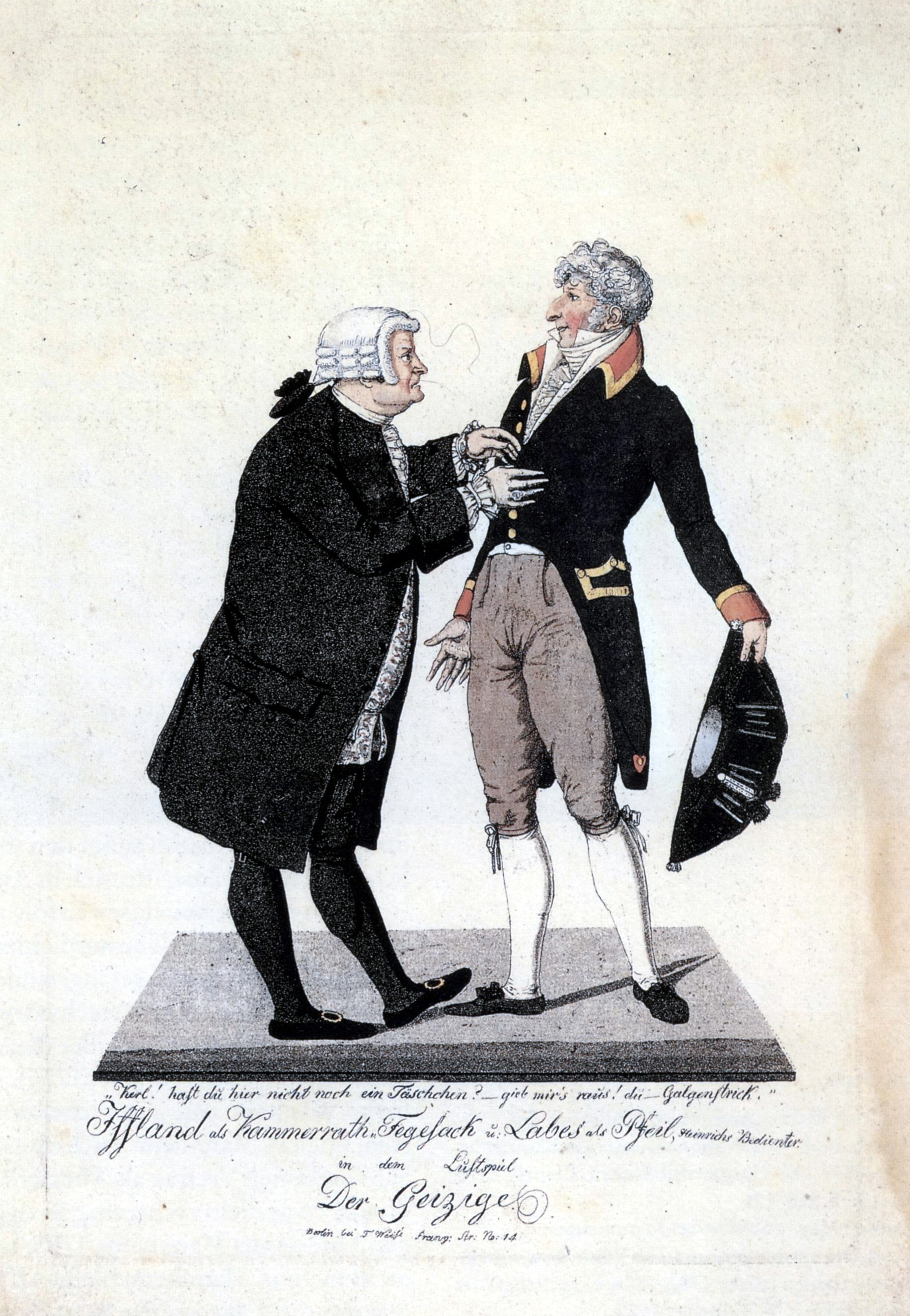
Die Schauspieler August Wilhelm Iffland und Franz Labes in Molières Der Geizige, 1810

Da es die Normen des Hoftheaters nicht mehr gab, musste das Theater neu definiert werden. Darin versuchte sich eine Literaturkritik und später eine akademische Literaturwissenschaft. Oft wurde die populäre Posse nicht als Komödie anerkannt. Gustav Freytag behauptete noch 1863, dass sich die Komödie erst neu formiert haben werde, wenn darin „Schwäche der Fürsten, […] Hochmuth des Junkerthums“ dargestellt würden.
Die deutsche Romantik sei eher arm an Komödien, so wurde manchmal behauptet, obwohl ihre Dichter Meister der Satire und Ironie sind. Ludwig Tieck hat interessante, aber für die Theaterpraxis unpraktische Stücke geschrieben. Christian Dietrich Grabbe, Karl Ferdinand Gutzkow und Heinrich Laube sind als Lustspieldichter durchaus anzuerkennen. Mit den österreichischen Schriftstellern Franz Grillparzer, der noch in der Lustspieltradition steht, Ferdinand Raimund und Johann Nestroy, die an Vorbilder des kommerziellen französischen und zuweilen auch englischen Theaters anknüpfen, erreichte die deutschsprachige Komödie einen mittlerweile anerkannten Höhepunkt.

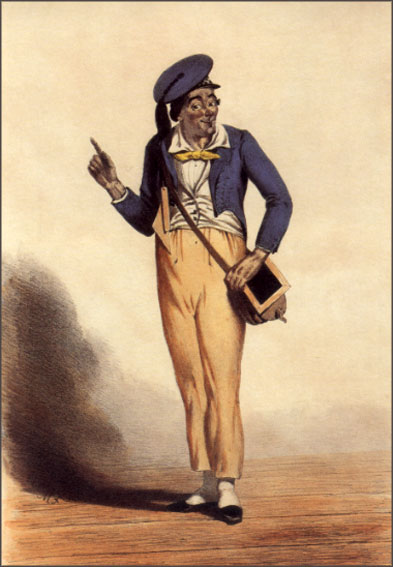
Johann Nestroy als Darsteller, 1857

Zu Beginn des 19. Jahrhunderts behauptete die Komödie Der zerbrochne Krug von Heinrich von Kleist ihren literarischen Rang, sein Theaterstück Amphitryon ist eher eine Tragikomödie. In Anlehnung an die Leichtigkeit der französischen Literatur ist Georg Büchner mit Leonce und Lena eine romantische Komödie gelungen, die eine große Wirkung auf das Theater des 20. Jahrhunderts hatte. In Anbetracht der Tatsache, dass dieses Jahrhundert die Dialekte oder Mundarten entdeckt, sind die Spielarten der lokalen Komödie, auch der Lokalposse in Deutschland zu erwähnen, die häufig vernachlässigt werden. Unvergesslich ist zum Beispiel Ernst Elias Niebergall, dessen Datterich im hessischen Dialekt durchaus politische Züge trägt. Gerhart Hauptmanns Der Biberpelz zeigt die Wandlung der Komödie zur Milieuschilderung am Ende des 19. Jahrhunderts, wie es noch später bei Carl Zuckmayer in seinem Drama Der Hauptmann von Köpenick zum Ausdruck kommt.
Paris blieb durch die Größe der Stadt und daher durch das Publikumsvolumen das Theaterzentrum Europas. Hier erlebt die Komödie durch Alfred de Musset, Alfred de Vigny, Alexandre Dumas, Eugène Scribe (Das Glas Wasser) einen großen Aufschwung. Victorien Sardous Madame sans gêne aus der Zeit von Napoléon wird heute noch oft gespielt. Besonders die kleinen Privatbühnen feiern Erfolge mit dem Boulevardstück, bei dem sich das Publikum vor allem über die Unzulänglichkeiten anderer, über Intrigen und Wortspiele amüsiert. Georges Feydeau und Eugène Labiche waren Meister dieses Genres, das oft als oberflächlich gilt. Die leichte Unterhaltung beherrschte die Spielpläne Europas.
Gegen Ende des 19. Jahrhunderts brillierte Oscar Wilde mit seinen Komödien (Ein idealer Gatte), die oft als Konversationsstücke bezeichnet werden, auf den Bühnen Englands und späterhin Europas. Nicht zu vergessen ist das russische Theater mit Autoren wie Nikolaj Gogol, dessen Theaterstücke Der Revisor oder Die Heirat zu den meistgespielten Komödien gehören. Auch Iwan Turgenew ist als Komödiendichter bedeutend, Alexander Nikolajewitsch Ostrowski ist vor allem durch die Komödie Der Wald bekannt.

#### 20. Jahrhundert
Die erfolgreichen Komödien des Unterhaltungstheaters und die literarisch angesehenen Bühnenstücke gehen im 20. Jahrhundert endgültig getrennte Wege. Als Komödien werden nun oft Stücke bezeichnet, die nicht eigentlich lustig sind, sondern im aristotelischen Sinn den Menschen in seiner Lächerlichkeit, Würdelosigkeit, Absurdität zeigen. Die Regel, dass die Komödie bürgerliches und die Tragödie aristokratisches Personal präsentieren müssten, wird nun endgültig durchbrochen. In Hugo von Hofmannsthals Der Schwierige oder Fritz von Herzmanovsky-Orlandos Kaiser Joseph und die Bahnwärterstochter treten auch Adlige als komische Hauptfiguren auf.
Als Lustspieldichter ist Hugo von Hofmannsthal wohl weniger bekannt als Poet oder Theoretiker (Chandos-Brief), aber nicht nur seine Opern-Libretti, sondern auch seine Komödien Der Schwierige oder Cristinas Heimreise zeigen, dass Lustspiele einen ernsthaften Hintergrund haben und dennoch heiter gestaltet sein können. Er betrachtete das Lustspiel als besonders schwierige Dichtungsart.

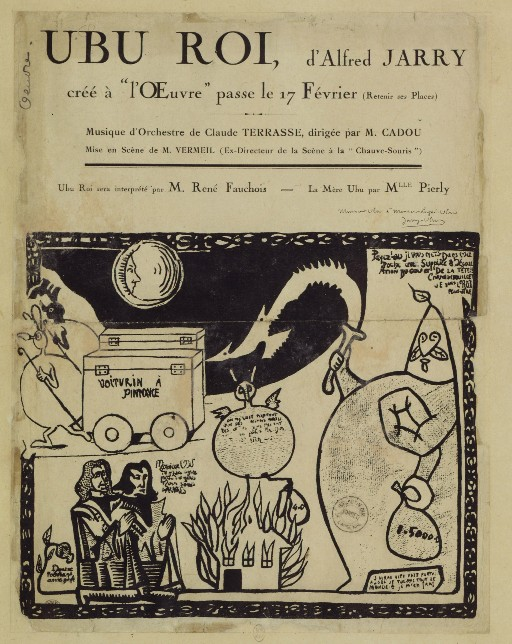
Plakat der Uraufführung von Alfred Jarrys König Ubu

Die Avantgarde wies der Komödie neue Wege. Das 19. Jahrhundert endete diesbezüglich mit einem Donnerschlag: In Paris rülpst König Ubu im Jahr 1896: merdre („Schreiße“). Der endgültige Bruch mit der Regel der bienséance (Schicklichkeit) war möglich geworden, und eine (wenn auch stilisierte) adlige Figur konnte zur ungehobelten Komödienfigur werden. Deren Schöpfer Alfred Jarry leitete damit die Ära des grotesken Theaters ein. Eine Generation später folgten Antonin Artaud, der Schöpfer des Theaters der „Grausamkeit“, und André Breton, der Verfasser des Manifestes des Surrealismus. Boris Vian, Eugène Ionesco, Jean Genet, Michel de Ghelderode, Fernando Arrabal und viele andere (bis hin zum Filmemacher Rainer Werner Fassbinder) sind von Jarry beeinflusst, auch die alternative Theaterszene in Europa und besonders das Absurde Theater. War im 19. Jahrhundert noch der ennui (die Langeweile, der Überdruss) das große Thema, so ist es im 20. Jahrhundert – vor allem in den Großstädten – die Lust am Extremen, Hässlichen, Grausamen, Widersprüchlichen, Krankhaften, Unkonventionellen. Das Lachen erstickt im schwarzen Humor.
Auch in Russland machte sich eine Art Bürgerschreck auf, um Politiker und Medien zu provozieren: Wladimir Majakowski, der die Oktoberrevolution als sein Werk bezeichnete und im Mysterium buffo (1918) auf satirische Weise eine Art Welttheater aus proletarischer Sicht aufführte. Sein Einfluss auf Erwin Piscator, Sergej Michailowitsch Eisenstein und Bertolt Brecht ist nicht zu unterschätzen. Die avantgardistischen Komödien von Daniil Charms wurden erst am Ende des 20. Jahrhunderts der Öffentlichkeit zugänglich. Der polnische Dichter Sławomir Mrożek findet mit seinen grotesken Stücken viel Anklang in Europa. Witold Gombrowicz hat mit seiner „Tragifarce“ Yvonne, Prinzessin von Burgund ein Meisterwerk der Groteske geschaffen, auch Tadeusz Różewicz (Die Kartothek) steigert das Ironische und Groteske ins Satirische und ist einer der bedeutendsten Autoren des absurden Theaters.
In Westeuropa sind Franzosen und Belgier Meister des absurden Theaters, aber auch Federico García Lorca hatte Erfolg mit seinem Theaterstück Die wundersame Schustersfrau. Nicht zu vergessen Samuel Beckett, der Französisch und Englisch gleichermaßen beherrschte, und in seinem Werk Warten auf Godot wohl das wichtigste Werk des absurden Theaters verfasste. Komisch, grotesk und absurd sind viele Stücke von Eugène Ionesco, dessen Stücke Die Unterrichtsstunde und Die kahle Sängerin seit über 40 Jahren im Théâtre de la Huchette Paris Abend für Abend gespielt werden. Die Komödien von Sacha Guitry, Jean Anouilh und Jean-Paul Sartre dominierten jahrelang die Theaterspielpläne.
siehe auch: Astracán, Spanien
In fast ganz Europa belebte der Ire George Bernard Shaw die Komödiendichtung: Satire, Ironie und hintergründiger Humor sind Charakteristika seiner Stücke, aber sie haben auch die Leichtigkeit von Konversationsstücken. Eines der bekanntesten, das auch heute noch gespielt wird, ist wohl Pygmalion, das die Vorlage für das Musical My Fair Lady abgegeben hat. Auch John M. Synge (Der Held der westlichen Welt), T.S. Eliot und Christopher Fry stehen in der angelsächsischen Tradition der europäischen Lustspieldichtung. In Italien erweckte Luigi Pirandello die Komödie zu neuem Leben, vor allem mit seinem Stück Sechs Personen suchen einen Autor, in dem sich Sein und Schein begegnen, und mit dem weniger gespielten Stück Heinrich IV. in dem es um Wahnsinn und Wirklichkeit geht. Dario Fo erneuerte die sozialkritischen Züge in der italienischen Komödie.
Eine gesellschaftskritische Schweizer Variante der Komödie etablierte sich durch die Schriftsteller Max Frisch (Biedermann und die Brandstifter) und Friedrich Dürrenmatt (Die Physiker). Der hintergründige, oft makabre Wiener Humor zeigt sich auch im späteren 20. Jahrhundert in den Stücken Thomas Bernhards und in den skurrilen Sprachspielen von Werner Schwab.

## Typen der Komödie
Nach der Form
- Charakterkomödie: eine einzelne Person steht im Vordergrund (Der Schwierige von Hugo von Hofmannsthal, Der Geizige von Jean-Baptiste Molière).
- Typenkomödie: charakterisiert durch ein typisiertes, durch wiederkehrende Masken, Gestik oder Kostüme erkennbares Rollenpersonal (Commedia dell’arte).
- Situationskomödie: Verwicklung der Handlungsstränge, Verkettung überraschender Umstände oder Intrigen (Der zerbrochne Krug von Heinrich von Kleist); siehe auch: Sitcom
- Konversationsstück: spielt in höheren Gesellschaftskreisen und lebt von der geistreichen Konversation. Autoren sind etwa Eugène Scribe, Victorien Sardou, Sacha Guitry, George Bernard Shaw. Stückbeispiele sind The Importance of Being Earnest von Oscar Wilde, Scrupules (Der Dieb), von Octave Mirbeau, Dr. med. Hiob Prätorius von Curt Goetz.

Nach dem Inhalt
- Intrigenkomödie: Die lustigen Weiber von Windsor von William Shakespeare.
- Satirisch-gesellschaftskritische Komödie: Die Hose von Carl Sternheim, Les affaires sont les affaires (Geschäft ist Geschäft), von Octave Mirbeau (1903).
- Groteske (benannt nach der Verhaltensweise der sozial niedrig stehenden Figuren, im Unterschied zu „nobel“): typisch sind grausige, bizarre Situationen, die lächerlich dargestellt sind (Der Besuch der alten Dame und Die Physiker von Friedrich Dürrenmatt, Die Kleinbürgerhochzeit von Bertolt Brecht, Biedermann und die Brandstifter von Max Frisch, Überlebensgroß Herr Krott von Martin Walser).
- Boulevardkomödie (Das Haus in Montevideo von Curt Goetz, Komödie im Dunkeln von Peter Shaffer, Omelette Surprise (Komödie) von Axel von Ambesser). Diese Form ist als Gegensatz zur klassischen Komödie im 18. Jahrhundert in Paris entstanden und wird dann besonders erfolgreich im 19. Jahrhundert.

Untertypen
- Burleske
- Farce
- Schwank
- Posse
- Klamotte
- Satyrspiel